# شهر ساختگی
شهر ساختگی (انگلیسی: Fabricated City; کره‌ای: 조작된 도시) یک فیلم دلهره‌آور سال ۲۰۱۷ کره جنوبی به کارگردانی پارک کوانگ هیون و با بازی جی چانگ ووک، شیم اون کیونگ و آن جه هونگ است. این فیلم در ۹ فوریه ۲۰۱۷ منتشر شد.

## بازیگران

### اصلی
- جی چانگ ووک در نقش کوان یو[۲]
- شیم اون کیونگ در نقش یو وول[۳]
- آن جه هونگ در نقش دملیشن[۴]